# Liste ehemaliger Mädchenschulen
Diese Liste umfasst ehemalige Mädchenschulen in Deutschland und weiteren Ländern in Auswahl. Sie sollte die historischen Namen, den Zeitraum des Bestehens und gegebenenfalls die Nachfolgeeinrichtungen enthalten.

## Deutschland

### Baden-Württemberg
| Name                                     | Ort                     | Zeitraum           | Bemerkungen |  |
| ---------------------------------------- | ----------------------- | ------------------ | ----------- |  |
| Aufbaugymnasium Kloster Sießen           | Bad Saulgau             | 1860 bis 1990      |             |  |
| Brunnen-Realschule Bad Cannstatt         | Stuttgart-Bad Cannstatt | 1875 bis 1974      | bestehend   |  |
| Elly-Heuss-Knapp-Gymnasium Heilbronn     | Heilbronn-Böckingen     | 1831 bis 1973      | bestehend   |  |
| Elly-Heuss-Knapp-Gymnasium Stuttgart     | Stuttgart-Bad Cannstatt | 1865 bis 1969      | bestehend   |  |
| Evangelisches Mörike-Gymnasium Stuttgart | Stuttgart               | 1836 bis 1978      | bestehend   |  |
| Goethe-Gymnasium                         | Ludwigsburg             | 1851/1882 bis 1970 | bestehend   |  |
| Hans-Baldung-Gymnasium                   | Schwäbisch Gmünd        | 1953 bis 1973      |             |  |
| Helene-Lange-Realschule                  | Heilbronn               | 1962 bis ?         | bestehend   |  |
| Hilda-Gymnasium Pforzheim                | Pforzheim               | 1849 bis 1971      | bestehend   |  |
| Hölderlin-Gymnasium Stuttgart            | Stuttgart               | 1899 bis 1970      | bestehend   |  |
| Königin-Katharina-Stift-Gymnasium        | Stuttgart               | 1818–1972          | bestehend   |  |
| Königin-Olga-Stift                       | Stuttgart               | 1873 bis ?         | bestehend   |  |
| Liselotte-Gymnasium                      | Mannheim                | 1911 bis 1967      | bestehend   |  |
| Königin-Olga-Stift                       | Stuttgart               | 1873 bis ?         | bestehend   |  |
| Mädchengymnasium St. Agnes               | Stuttgart               | 1886 bis heute     | bestehend   |  |
| Mädchenrealschule St. Bernhard           | Bad Mergentheim         | 1961 bis 2009      | bestehend   |  |
| Mörike-Realschule                        | Heilbronn-Sontheim      | 1850 bis 1979      | bestehend   |  |
| Pestalozzi-Gymnasium                     | Biberach an der Riß     | 1860 bis 1970      | bestehend   |  |
| Schiller-Gymnasium                       | Heidenheim an der Brenz | 1864 bis 1965      | bestehend   |  |
| Schloss-Realschule für Mädchen           | Stuttgart               | 1860 bis heute     | bestehend   |  |

### Bayern
| Name                                      | Ort               | Zeitraum      | Bemerkungen |
| ----------------------------------------- | ----------------- | ------------- | ----------- |
| Berufsfachschule für Hauswirtschaft       | Lülsfeld          | 1971 bis 1988 | aufgelöst   |
| Christian-Ernst-Gymnasium                 | Erlangen          | 1873 bis 1949 | bestehend   |
| Erzbischöfliche Realschule St. Immaculata | Schlehdorf        | 1954 bis 2015 | bestehend   |
| Gymnasium Alexandrinum                    | Coburg            | 1882 bis ?    | bestehend   |
| Gymnasium Seligenthal                     | Landshut          | 1838 bis 2009 | bestehend   |
| Johann-Christian-Reinhart-Gymnasium       | Hof               | 1837 bis 1973 | bestehend   |
| Jüdische Haushaltsschule Wolfratshausen   | Wolfratshausen    | 1926 bis 1938 |             |
| Karl-Theodor-von-Dalberg-Gymnasium        | Aschaffenburg     | 1875 bis ?    | bestehend   |
| Karolinen-Gymnasium                       | Rosenheim         | 1890 bis 1987 | bestehend   |
| Katharinen-Gymnasium                      | Ingolstadt        | 1965 bis 1980 | bestehend   |
| Theresia-Gerhardinger-Realschule          | Weichs bei Dachau | 1854 bis 2004 | bestehend   |
| Maria-Theresia-Gymnasium                  | Augsburg          | 1890 bis 1979 | bestehend   |
| Marie-Therese-Gymnasium                   | Erlangen          | 1873 bis 1949 | bestehend   |
| Olympia-Morata-Gymnasium                  | Schweinfurt       | 1878 bis 1980 | bestehend   |
| Richard-Wagner-Gymnasium                  | Bayreuth          | 1867 bis 1976 | bestehend   |
| Theresien-Gymnasium                       | Ansbach           | 1812 bis 1978 | bestehend   |
| Valentin-Heider-Gymnasium                 | Lindau (Bodensee) | 1859 bis 1987 | bestehend   |
| Walther-Rathenau-Realschule               | Schweinfurt       | 1947 bis 1995 | bestehend   |
| Eichendorff-Gymnasium                     | Bamberg           | 1880 bis 2023 | bestehend   |

### Berlin
| Name                             | Ort                        | Zeitraum                         | Bemerkungen |
| -------------------------------- | -------------------------- | -------------------------------- | ----------- |
| Albert-Schweitzer-Schule         | Neukölln                   | 1907 bis ?                       | bestehend   |
| Beethoven-Oberschule             | Lankwitz                   | 1909 bis 1948                    | bestehend   |
| Carl-von-Ossietzky-Gymnasium     | Pankow                     | 1910 bis ?                       | bestehend   |
| Droste-Hülshoff-Gymnasium        | Zehlendorf                 | 1885 bis 1948                    | bestehend   |
| Fichtenberg-Oberschule           | Steglitz                   | 1904 bis 1965                    | bestehend   |
| Französische Domschule           | Bezirk Mitte               | 19. Jahrhundert bis ?            | aufgelöst   |
| Georg-Herwegh-Oberschule         | Hermsdorf                  | 1891 bis ?                       | bestehend   |
| Goethe-Gymnasium                 | Wilmersdorf                | 1904 bis 1939                    | bestehend   |
| Goethe-Oberschule                | Lichterfelde               | 1872 bis 1953, mit Unterbrechung | bestehend   |
| Gabriele-von-Bülow-Oberschule    | Tegel                      | 1890 bis 1944                    | bestehend   |
| Hildegard-Wegscheider-Oberschule | Grunewald                  | 1896 bis 1967                    | bestehend   |
| Theresienschule                  | Weißensee                  | 1894 bis 1990                    | bestehend   |
| Paul-Natorp-Oberschule           | Friedenau                  | 1907 bis ?                       | bestehend   |
| Sophie-Charlotte-Oberschule      | Charlottenburg-Wilmersdorf | 1857 bis ?                       | bestehend   |

### Brandenburg
| Name                 | Ort                    | Zeitraum          | Bemerkungen                                      |
| -------------------- | ---------------------- | ----------------- | ------------------------------------------------ |
| Bürger-Töchterschule | Cottbus                | 1874 bis 1930     | seit 1930 als gemischte Schule, 1978 geschlossen |
| Mädchenschule        | Calau                  | 1887 bis 1908     |                                                  |
| Mädchenschule        | Lübbenau/Spreewald     | 1898 bis ca. 1945 |                                                  |
| Mädchenschule        | Potsdam-Hermannswerder | 1901–1948         | jetzt Evangelisches Gymnasium Hermannswerder     |

### Bremen
| Name          | Ort           | Zeitraum      | Bemerkungen                |
| ------------- | ------------- | ------------- | -------------------------- |
| Mädchenschule | Schwachhausen | 1859 bis 1971 | jetzt Kippenberg-Gymnasium |

### Hamburg
| Name                                                        | Ort          | Zeitraum                                     | Bemerkungen                                                                |
| ----------------------------------------------------------- | ------------ | -------------------------------------------- | -------------------------------------------------------------------------- |
| Helene-Lange-Gymnasium                                      | Harvestehude | 1910 bis 1969                                | bestehend                                                                  |
| Gymnasium Lerchenfeld                                       | Uhlenhorst   | 1910 bis 1969                                | bestehend                                                                  |
| Sophie-Barat-Schule                                         | Rotherbaum   | 1895 bis 1982                                | bestehend                                                                  |
| Gymnasium Willhöden                                         | Blankenese   | 1890 bis 1968                                | 1968 Einführung der Koedukation im bereits umbenannten Gymnasium Willhöden |
| Oberrealschule für Mädchen an der Caspar-Voght-Straße (OCV) | Hamburg-Hamm | Architekt Fritz Schumacher, erbaut 1929–1930 | seit 1989 Ballettschule des Hamburg Ballett                                |

### Hessen
| Name                     | Ort                      | Zeitraum      | Bemerkungen                                                                      |
| ------------------------ | ------------------------ | ------------- | -------------------------------------------------------------------------------- |
| Edith-Stein-Schule       | Darmstadt                | 1894 bis 1986 | bestehend                                                                        |
| Elisabethenschule        | Frankfurt am Main        | 1886 bis 1972 | bestehend                                                                        |
| Höhere Töchterschule     | Marburg                  | 1886 bis 1969 | 1969 Einführung der Koedukation im bereits umbenannten Gymnasium Elisabethschule |
| Ursulinenschule          | Fritzlar                 | 1712 bis 1969 | bestehend                                                                        |
| Engelsburg-Gymnasium     | Kassel                   | 1892 bis 1979 | bestehend                                                                        |
| Humboldtschule           | Bad Homburg vor der Höhe | 1900 bis 1967 | bestehend                                                                        |
| Marienschule (Gymnasium) | Limburg                  | 1895 bis 2011 | bestehend                                                                        |
| Viktoriaschule           | Darmstadt                | 1829 bis 1966 | bestehend                                                                        |

### Mecklenburg-Vorpommern
| Name          | Ort       | Zeitraum      | Bemerkungen           |
| ------------- | --------- | ------------- | --------------------- |
| Mädchenschule | Stralsund | 1913 bis 1947 | jetzt Hansa-Gymnasium |
| Lyzeum        | Schwerin  | ?             | ?                     |

### Niedersachsen
| Name                                 | Ort             | Zeitraum      | Bemerkungen                                                                              |
| ------------------------------------ | --------------- | ------------- | ---------------------------------------------------------------------------------------- |
| Angelaschule                         | Osnabrück-Haste | 1903 bis 1978 | bestehend                                                                                |
| Cäcilienschule                       | Oldenburg       | 1867 bis ?    | bestehend                                                                                |
| Campe-Gymnasium                      | Holzminden      | 1891 bis 1974 | bestehend                                                                                |
| Elsa-Brändström-Schule               | Hannover        | 1954 bis 1971 | bestehend                                                                                |
| Goethegymnasium                      | Hildesheim      | 1858 bis 1971 | bestehend                                                                                |
| Gymnasium für Mädchen                | Göttingen       | 1866 bis 1971 | bestehend                                                                                |
| Gymnasium „In der Wüste“             | Osnabrück-Wüste | 1848 bis 1970 | bestehend                                                                                |
| Gymnasium Kleine Burg                | Braunschweig    | 1863 bis 1975 | bestehend                                                                                |
| Helene-Lange-Schule                  | Hannover        | 1945 bis 1971 | bestehend                                                                                |
| Mariengymnasium                      | Papenburg       | 1835 bis 2023 | bestehend                                                                                |
| Hindenburgschule                     | Nienburg/Weser  | 1887 bis 1971 | bestehend, 2006 umbenannt in Marion-Dönhoff-Gymnasium                                    |
| Ina-Seidel-Schule                    | Braunschweig    | 1957–1971     | als Abspaltung aus der „Oberschule für Mädchen – Kleine Burg“ entstanden, 1990 aufgelöst |
| Kaiserin-Auguste-Viktoria-Gymnasium  | Celle           | 1815 bis ?    | bestehend                                                                                |
| Käthe-Kollwitz-Gymnasium             | Osnabrück       | 1961 bis 1970 | 1990 aufgelöst                                                                           |
| Käthe-Kollwitz-Gymnasium             | Wilhelmshaven   | 1885 bis ?    | bestehend                                                                                |
| Lichtenberg-Gymnasium                | Cuxhaven        | 1817 bis 1978 | bestehend                                                                                |
| Pottsche höhere Privat-Töchterschule | Braunschweig    | 1814–1863     | 1863 im Gymnasium Kleine Burg aufgegangen                                                |
| Ricarda-Huch-Schule                  | Braunschweig    | gegr. 1939    | bestehend                                                                                |
| Sophienschule                        | Hannover        | 1900 bis ?    | bestehend                                                                                |
| Sudhaus-Schule                       | Hannover        | 1818–1939     | Lyzeum für Mädchen, 1939 geschlossen                                                     |
| Teletta-Groß-Gymnasium               | Leer            | 1849–1972     | Einführung Koedukation                                                                   |
| Viktoria-Luise-Gymnasium             | Hameln          | 1859 bis 1972 | bestehend                                                                                |
| Vincent-Lübeck-Gymnasium             | Stade           | 1863 bis ?    | bestehend                                                                                |

### Nordrhein-Westfalen
| Name                                                                                        | Ort                            | Zeitraum                | Bemerkungen                                                                                                |
| ------------------------------------------------------------------------------------------- | ------------------------------ | ----------------------- | --- |
| Andreas-Vesalius-Gymnasium                                                                  | Wesel                          | 1853 bis um 1960        | bestehend                                                                                                  |
| Annette-von-Droste-Hülshoff-Gymnasium                                                       | Düsseldorf-Benrath             | 1905 bis 1973           | bestehend                                                                                                  |
| Annette-von-Droste-Hülshoff-Gymnasium                                                       | Münster                        | 1690 bis 1975           | bestehend                                                                                                  |
| Auguste-Viktoria-Schule                                                                     | Düsseldorf, Lindemannstraße 57 | 1911–1945?              | zuerst Lyzeum; 1946 Vereinigung mit der Gudrunschule zur Goethe-Schule; 1983 koedukatives Goethe-Gymnasium |
| B.M.V.-Schule Essen                                                                         | Essen-Holsterhausen            | 1652 bis 2014           | bestehend – koedukativer Unterricht ab 2014.                                                               |
| Burggymnasium Altena                                                                        | Altena                         | 1866 bis 1971           | bestehend                                                                                                  |
| St.-Anna Schule                                                                             | Wuppertal                      | 1905 bis ?              | bestehend                                                                                                  |
| Caroline-von-Humboldt-Gymnasium                                                             | Minden                         | 1826 bis 1988           | zusammengelegt mit dem Herder-Gymnasium                                                                    |
| Cecilien-Gymnasium                                                                          | Düsseldorf                     | 1907 bis 1972           | bestehend                                                                                                  |
| Clara-Fey-Gymnasium                                                                         | Bonn-Bad Godesberg             | 1896 bis 2008           | bestehend                                                                                                  |
| Conrad-von-Soest-Gymnasium                                                                  | Soest                          | 1819 bis 1972           | bestehend                                                                                                  |
| Droste-Hülshoff-Realschule                                                                  | Dortmund                       | 1908 bis 1972           | bestehend                                                                                                  |
| Elsa-Brändström-Gymnasium                                                                   | Oberhausen                     | 1874 bis 1976           | bestehend                                                                                                  |
| Elsa-Brändström-Realschule                                                                  | Essen                          | 1907 bis 1975           | bestehend                                                                                                  |
| Erzbischöfliches Irmgardis-Gymnasium                                                        | Köln                           | 1927 bis 1983           | bestehend                                                                                                  |
| Erzbischöfliches St. Ursula-Gymnasium                                                       | Brühl                          | 1893 bis 1979           | bestehend                                                                                                  |
| Erzbischöfliches Suitbertus-Gymnasium                                                       | Düsseldorf-Kaiserswerth        | 1923 bis 1983           | bestehend                                                                                                  |
| Erzbischöfliches St.-Angela-Gymnasium                                                       | Bad Münstereifel               | 1594 bis 1969           | bestehend                                                                                                  |
| Erzbischöfliches St.-Angela-Gymnasium                                                       | Wipperfürth                    | 1946 bis 1968           | bestehend                                                                                                  |
| Frau-Rat-Goethe-Gymnasium                                                                   | Duisburg                       | bis ?                   | aufgelöst                                                                                                  |
| Genoveva-Gymnasium                                                                          | Köln                           | 1876 bis 1972           | bestehend                                                                                                  |
| Gertrud Bäumer Realschule                                                                   | Bonn-Bad Godesberg             |                         | bestehend                                                                                                  |
| Geschwister-Scholl-Gymnasium                                                                | Aachen                         | 1968 bis 1974           | bestehend                                                                                                  |
| Geschwister-Scholl-Gymnasium                                                                | Lünen                          | 1962 bis 1975           | seit 1986 Standort einer Gesamtschule                                                                      |
| Gymnasium Marienberg (Neuss)                                                                | Neuss                          | 1857 bis heute          | bestehend                                                                                                  |
| Gymnasium am Markt                                                                          | Bünde                          | 1882 bis 1973           | bestehend                                                                                                  |
| Gymnasium An der Stenner                                                                    | Iserlohn                       | 1882 bis 1975           | bestehend                                                                                                  |
| Gymnasium St. Michael                                                                       | Paderborn                      | 1658 bis 2013           | bestehend                                                                                                  |
| Gymnasium St. Ursula                                                                        | Dorsten                        | 1699 bis 1970er Jahre   | bestehend                                                                                                  |
| Haranni-Gymnasium                                                                           | Herne                          | 1872 bis 1974           | bestehend                                                                                                  |
| Hildegard-von-Bingen-Gymnasium                                                              | Köln                           | 1888 bis 1976           | bestehend                                                                                                  |
| Hildegardis-Schule                                                                          | Hagen                          | 1925 bis 1980er Jahre   | bestehend                                                                                                  |
| Johanna-Sebus-Gymnasium                                                                     | Duisburg                       | bis 1978                | aufgelöst                                                                                                  |
| Johanna-Sebus-Gymnasium                                                                     | Kleve                          | 1935 bis 1978           | zusammengelegt mit Freiherr-vom-Stein-Gymnasium                                                            |
| Josef-Albers-Gymnasium                                                                      | Bottrop                        | 1896 bis 1976           | bestehend                                                                                                  |
| Kaiserin-Augusta-Schule                                                                     | Köln                           | 1902 bis 1972           | bestehend                                                                                                  |
| Städtische Höhere Töchterschule                                                             | Köln                           | 1871 bis 1975           | erste städtische höhere Mädchenschule in Köln, jetzt koedukatives Gymnasium Königin-Luise-Schule           |
| Königin-Mathilde-Gymnasium                                                                  | Herford                        | 1833 bis 1974           | bestehend                                                                                                  |
| Liebfrauenschule                                                                            | Köln                           | 1890 bis 1983           | bestehend                                                                                                  |
| Städtische Mädchen-Mittelschule an der Oststraße                                            | Düsseldorf                     | 1878 bis 1945           | zusammengelegt mit der Städtischen Mädchen-Mittelschule an der Florastraße                                 |
| Bürgermädchenschule an der Florastraße (Städtische Mädchen-Mittelschule an der Florastraße) | Düsseldorf                     | 1899 bis 1945           | bestehend, umbenannt in Realschule Florastraße                                                             |
| Mallinckrodt-Gymnasium                                                                      | Dortmund                       | 1851 bis 1986           | bestehend                                                                                                  |
| Mariengymnasium                                                                             | Arnsberg                       | 1889 bis 1984           | bestehend                                                                                                  |
| Marienschule (Gymnasium)                                                                    | Essen-Werden                   | bis 2010                | bestehend                                                                                                  |
| Bischöfliche Marienschule                                                                   | Mönchengladbach                | 1830 bis 1980           | bestehend                                                                                                  |
| Marienschule                                                                                | Leverkusen-Opladen             | 1866 bis 1972           | bestehend                                                                                                  |
| Mildred-Scheel-Realschule, Städt. Realschule für Mädchen                                    | Neuss                          | 1958 bis 2016           | |
| Phoenix-Gymnasium                                                                           | Dortmund-Hörde                 | 1583/1853 bis 1911      | bestehend                                                                                                  |
| Realschule St. Ursula                                                                       | Dorsten                        | 1535 bis 2011           | bestehend                                                                                                  |
| Ricarda-Huch-Gymnasium                                                                      | Krefeld                        | 1848 bis 1975           | bestehend                                                                                                  |
| Bischöfliche Roncalli-Realschule                                                            | Ibbenbüren                     | 1902 bis 1991           | bestehend                                                                                                  |
| Sophie-Scholl-Gymnasium                                                                     | Oberhausen                     | 1845 bis 1977           | bestehend                                                                                                  |
| Stadtgymnasium                                                                              | Detmold                        | 1830 bis 1962           | bestehend                                                                                                  |
| Städtisches Rurtalgymnasium                                                                 | Düren                          | 1880 bis 1974           | bestehend                                                                                                  |
| St.-Angela-Schule                                                                           | Düren                          | 1681 bis 2018           | bestehend                                                                                                  |
| St.-Franziskus-Gymnasium                                                                    | Olpe                           | 1870 bis 1975           | bestehend                                                                                                  |
| St. Hildegardis-Gymnasium                                                                   | Duisburg                       | 1898 bis 2014           | bestehend                                                                                                  |
| Priv. St. Ursula Gymnasium                                                                  | Aachen                         | 1651/1848/1891 bis 2021 | bestehend                                                                                                  |
| St.-Ursula-Gymnasium                                                                        | Arnsberg-Neheim                | 1920 bis 1987           | bestehend                                                                                                  |
| St.-Ursula-Gymnasium                                                                        | Düsseldorf                     | 1677 bis 1985           | bestehend                                                                                                  |
| Theodor-Fliedner-Gymnasium                                                                  | Düsseldorf-Kaiserswerth        | 1908 bis 1973           | bestehend                                                                                                  |
| Viktoriaschule                                                                              | Essen                          | 1912 bis 1974           | bestehend (umbenannt in Viktoria-Gymnasium)                                                                |
| Walburgisgymnasium                                                                          | Menden                         | 1919 bis 1975           | bestehend                                                                                                  |

### Rheinland-Pfalz
| Name                                  | Ort                        | Zeitraum      | Bemerkungen                                                                  |                  |
| ------------------------------------- | -------------------------- | ------------- | ---------------------------------------------------------------------------- | ---------------- |
| Hildegardis-Schule                    | Bingen                     | 1864 bis 2023 | bestehend in staatlicher Trägerschaft mit Koedukation                        |                  |
| Bischöfliches Angela-Merici-Gymnasium | Trier                      | 1853 bis 2019 | bestehend mit aktuell zwei Mädchenklassen und einer Jungenklasse je Jahrgang |                  |
| Auguste-Viktoria-Gymnasium            | Trier                      | 1889 bis ?    | bestehend                                                                    |                  |
| Bertha-von-Suttner-Gymnasium          | Andernach                  | bis ?         | bestehend                                                                    |                  |
| BurgGymnasium                         | Kaiserslautern             | 1875–1970     | bestehend (ehem. Höhere Weibliche Bildungsanstalt)                           |                  |
| Eleonoren-Gymnasium                   | Worms                      | 1874 bis ?    | bestehend                                                                    |                  |
| Geschwister-Scholl-Gymnasium          | Ludwigshafen am Rhein      | 1875 bis ??   | bestehend                                                                    |                  |
| Gymnasium am Römerkastell             | Alzey                      | 1870 bis 1973 | bestehend                                                                    |                  |
| Gymnasium Calvarienberg               | Bad Neuenahr-Ahrweiler     | 1838 bis 1997 | bestehend als teilweise gemischtes Gymnasium                                 |                  |
| Käthe-Kollwitz-Gymnasium              | Neustadt an der Weinstraße | 1836 bis 1976 | bestehend                                                                    |                  |
| Max-Slevogt-Gymnasium                 | Landau in der Pfalz        | 1874 bis 1950 | bestehend                                                                    |                  |
| Peter-Wust-Gymnasium                  | Wittlich                   | 1948 bis 1965 | bestehend                                                                    |                  |
| Realschule Calvarienberg              | Bad Neuenahr-Ahrweiler     | 1954 bis 2016 | bestehend als teilweise gemischte Realschule                                 |                  |
| Rhein-Wied-Gymnasium                  | Neuwied                    | 1869 bis 1971 | bestehend                                                                    |                  |
| Sachsen                               | Max-Klinger-Schule         | Leipzig       | 1925 bis ?                                                                   | bestehend        |
| Sachsen                               | Töchterpensionat von Bibra | Dresden       | ? bis 1932                                                                   | 1932 geschlossen |

### Sachsen
| Name                 | Ort     | Zeitraum  | Bemerkungen                                            |
| -------------------- | ------- | --------- | ------------------------------------------------------ |
| Elisabethschule      | Dresden | 1850–1944 | am längsten bestehende höhere Mädchenschule in Sachsen |
| Höhere Mädchenschule | Dresden | 1871–1941 | gegründet von Julie Falk, später Margarete Balsat      |

### Sachsen-Anhalt
| Name      | Ort           | Zeitraum | Bemerkungen                                                                        |
| --------- | ------------- | -------- | ---------------------------------------------------------------------------------- |
| Gynaeceum | Halle (Saale) | 1698–?   | durch August Hermann Francke, erste höhere Mädchenschule im deutschsprachigen Raum |

### Schleswig-Holstein
| Name                                      | Ort        | Zeitraum                     | Bemerkungen      |
| ----------------------------------------- | ---------- | ---------------------------- | ---------------- |
| Auguste-Viktoria-Schule                   | Flensburg  | 1886 bis 1965                | bestehend        |
| Ernestinenschule                          | Lübeck     | 1804 bis 1981                | bestehend        |
| Klaus-Groth-Schule                        | Neumünster | um 1888 bis 190er(???) Jahre | bestehend        |
| Roquettesches privates Lehrerinnenseminar | Lübeck     | 1871 bis 1912                | 1912 geschlossen |
| Thomas-Mann-Schule                        | Lübeck     | 1881 bis 1967                | bestehend        |
| Theodor-Storm-Schule                      | Husum      | 1866 bis ?                   | bestehend        |

### Thüringen
| Name                 | Ort       | Zeitraum  | Bemerkungen                                                        |
| -------------------- | --------- | --------- | ------------------------------------------------------------------ |
| Magdalenenstift      | Altenburg | 1705–1938 | eine der ältesten höheren Mädchenschulen im deutschsprachigen Raum |
| Mädchenschule        | Gera      | 1864–?    | jetzt koedukatives Zabel-Gymnasium                                 |
| Höhere Töchterschule | Gotha     | 1884–1945 | jetzt dort koedukative Myconiusschule                              |
| Mädchenschule        | Jena      | 1912–?    | jetzt Integrierte Gesamtschule Grete Unrein                        |

## Österreich
| Bundesland                     | Name                                                                                             | Ort       | Zeitraum      | aufgelöst/bestehend |
| ------------------------------ | ------------------------------------------------------------------------------------------------ | --------- | ------------- | ------------------- |
| Wien                           | Realgymnasium und Wirtschaftskundliches Realgymnasium Feldgasse                                  | Wien      | 1912 bis 1976 | bestehend           |
| Tirol                          | Wirtschaftskundliches Realgymnasium der Ursulinen                                                | Innsbruck | 1963 bis 2014 | bestehend           |
| Sacré-Coeur-Schulen Riedenburg | Volksschule, Gymnasium, Höhere Lehranstalt für wirtschaftliche Berufe, Internat, Tagesheimschule | Bregenz   | 1855 bis 2018 | bestehend           |

## Tschechien
| Region (kraj) | Name                                                                                           | Ort  | Zeitraum      | aufgelöst/bestehend |
| ------------- | ---------------------------------------------------------------------------------------------- | ---- | ------------- | ------------------- |
| Prag          | Öffentliches deutsches Vereins-Mädchen-Reformrealgymnasium (anfangs: Deutsches Mädchen-Lyzeum) | Prag | 1874 bis 1944 | 1945 aufgelöst      |
| Prag          | Mädchengymnasium Minerva                                                                       | Prag | 1890 bis 1953 | 1953 aufgelöst      |

## Schweiz
- Mädchenschule, Biel
- Mädchenpensionat Dolder, Zürich 1899–1922[11]
- Töchter-Pensionat Fräulein Graf, Zürich[11]
- Villa Yalta, Zürich, der zwölfjährige Elias Canetti war hier der einzige männliche Schüler[11]

## Estland
- Stift Finn, in der Landgemeinde Finn, im Kreis Lääne-Viru

## Litauen
- 1926–1940: „Saulės“-Mädchengymnasium in Kaunas
- bis 1949: Mädchengymnasium Panevėžys in Panevėžys